# Midvale (Idaho)
Midvale è una città degli Stati Uniti d'America, situata nell'Idaho e in particolare nella Contea di Washington.